# Ibragim Saidow
Ibragim Magomiedsaidowicz Saidow (ros. Ибрагим Магомедсаидович Саидов; błr. Ібрагім Магамедсаідавіч Саідаў, Ibrahim Mahamiedsaidawicz Saidau; ur. 9 marca 1985) – pochodzący z Dagestanu rosyjski i od 2014 roku białoruski zapaśnik startujący w stylu wolnym. Brązowy medalista olimpijski w Rio de Janeiro 2016 w kategorii 125 kg. 
Zajął jedenaste miejsce na mistrzostwach świata w 2018. Dziewiąty na mistrzostwach Europy w 2018. Dziewiąty w Pucharze Świata w 2009 i pierwszy w drużynie w 2008. Siódmy na igrzyskach europejskich w 2015. Mistrz Rosji w 2010, drugi w 2009 i trzeci w 2007, 2008 i 2012 roku.